# Пустопляс
«Пустопляс» (англ. The Beach Bum) — комедія режисера Хармоні Коріна. У головних ролях: Меттью МакКонахі та Снуп Догг. Вийшов у прокат США 29 березня 2019 року.

## Сюжет
Мундог, поет, що зловживає наркотиками, веде гедоністичний і квазі-кочовий спосіб життя на Кі-Вест і навколо Флоридських островів, працюючи над новою книгою. Попри думку, що його найкращі роки позаду, він має місцеву славу легендарної постаті. Його розкішне життя фінансує багата дружина Мінні, що викликає несхвалення їхньої доньки Гізер та агента Льюїса. Під час своїх мандрів Мундог вступає у численні любовні зв’язки, тоді як Мінні таємно має роман із його другом, співаком R&B Лінджері.
Запізнившись на весілля Гізер у Маямі, Мундог через свою невірність затіває п’яну бійку з нареченим Френком на очах у гостей. Пізніше Мінні зізнається Гізер про свій роман, обговорюючи поведінку Мундога. Тим часом Лінджері пригощає Мундога потужним сортом канабісу з Ямайки, який той вважає джерелом свого успіху. На весільному прийомі Мундог мириться з Гізер і Френком, але стає свідком інтимного моменту між Мінні та Лінджері.
Після ночі п’яного караоке та танців із Мінні Мундог потрапляє в автокатастрофу, з якої виживає, але Мінні помирає від травм. Половина спадщини Мінні переходить Гізер, а частка Мундога заморожується, доки він не завершить роман. У відповідь Мундог із групою бездомних громить особняк Мінні. Щоб уникнути в’язниці, він погоджується на рік реабілітації, але згодом тікає разом із піроманом Флікером. Після ночі розгулу вони розходяться, і Мундог повертається до Маямі.
У Маямі Мундог зустрічає старого друга, "Капітана Вак", нібито ветерана В’єтнаму, який пропонує йому посаду співкапітана на прогулянках із дельфінами. Однак екскурсія з білими акулами закінчується важкою травмою Капітана. Переслідуваний законом, Мундог возз’єднується з Лінджері, який зізнається в романі з Мінні, але запевняє, що вона по-справжньому любила Мундога. Натхненний сном і розмовою з Лінджері та Джиммі Баффетом, Мундог переодягається в жіночий одяг, щоб уникнути поліції.
Поліція наближається до маєтку Лінджері, і Мундог за його допомогою та з запасом ямайського канабісу тікає на Кі-Вест. Там він завершує поетичну автобіографію "Пляжний бродяга", яка приносить йому Пулітцерівську премію. Адвокат повідомляє, що спадщина розморожена, і Мундог вимагає її готівкою на великому вітрильнику. Під час святкування він підпалює гроші, що спричиняє вибух. Мундог виживає, але натовп зайнятий збором грошей, що падають із неба, а він, сміючись, відпливає на човні.

## Критика
Фільм отримав середні оцінки кінокритиків. На сайті Rotten Tomatoes у нього 54 % позитивних рецензій на основі 84 відгуків. На Metacriticе — 55 балів з 100 на основі 30 рецензій. На сайті Megacritic — 6,9 балів з 10 за даними 18 рецензій.

## Цікаві факти
- Кіноробота «Пустопляс» відноситься до комедійного піджанру stoner comedy, в якому гумор будується на наслідках вживання травички.
- Це перша повнометражна робота актора Мартіна Лоуренса після тривалої перерви в кар'єрі.
- На головну роль фільму «Пустопляс» розглядався Гарі Олдман.
- Це друга спільна робота акторів Меттью МакКонахі та Зака Ефрона, раніше вони знімалися разом у фільмі «Газетяр».
- Зйомки фільму проходили в Маямі (Флорида) у листопаді 2017 року.
- Меттью МакКонахі та Джона Хілл працювали разом у Мартіна Скорсезе над фільмом «Вовк з Волл-стріт».